# اندر (رود)
 اندر رودی است که از شر (فرانسه) سرچشمه می‌گیرد و به لوار می‌ریزد. این رود از کشور فرانسه می‌گذرد.